# Lola Flores
Lola Flores, pseudonimo di María Dolores Flores Ruiz (Jerez de la Frontera, 21 gennaio 1923 – Alcobendas, 16 maggio 1995), è stata una cantante, ballerina e attrice spagnola.
Con la sua musica, ha iniziato nel genere copla, ha anche cantato rumbas e rancheras. Come attrice, ha interpretato più di 35 film, molti dei quali ambientati nel folklore andaluso. È stata una delle prime donne nella Spagna del dopoguerra a parlare liberamente di argomenti considerati tabù, come la violenza contro le donne, le relazioni extraconiugali e la violenza sessuale e prostituzione.
È stata un'artista che è diventata un simbolo e un argomento di un'era in Spagna nel 20º secolo, nota anche come La Faraona o Lola De España.

## Biografia

### Infanzia e gioventù
Lola Flores è nata a Jerez de la Frontera (Cadice) nel quartiere della grande tradizione flamenca di San Miguel e a pochi metri da dove nacque il grande cantante Antonio Chacón. Era la maggiore di tre figli dal matrimonio formato da Pedro Flores Pinto (1897-1973), di La Palma del Condado (Huelva), e María del Rosario Ruiz Rodríguez (1901-1989), di Sanlúcar de Barrameda (Cadice). Anche sua sorella Carmen Flores (1936) si dedicò al mondo dello spettacolo e suo fratello Manuel (1933) morì all'età di quindici anni di peritonite. Professionalmente coltivava la sua immagine di gitana del flamenco con la quale si sentiva identificata, la sua discendenza calé (gitana) proveniva da suo nonno materno, Manuel, che era un venditore ambulante.
Suo padre gestiva una taverna e sua madre lavorava come sarta. Quando aveva cinque anni, si trasferì con la sua famiglia a vivere a Siviglia, dove suo padre ha lavorato in diversi bar e ristoranti e ha avviato alcune attività. Lì frequentò la scuola delle monache di Santa Teresita e in questa città nacque suo fratello Manuel. Alcuni anni dopo, intorno al 1934, tornarono tutti a Jerez dove i loro nonni continuarono a vivere.
Studiò danza a Jerez con l'artista María  Pantoja, nel cui studio conobbe anche il chitarrista Sebastián Núñez. In seguito frequentò l'accademia del maestro Realito a Siviglia, nella quale si formarono anche prestigiosi ballerini come Antonio Ruiz Soler e Florencia Pérez Padilla meglio conosciuta come Rosario.
Iniziò giovanissima ad esibirsi nell'osteria del padre, il tabanco "Las Banderillas", a Jerez de la Frontera. Il suo debutto ufficiale avvenne, dopo la fine della guerra civile, il 10 ottobre 1939, all'età di sedici anni, nella spettacolo flamenco Luces de España con la compagnia di Custodia Romero, al teatro Villamarta di Jerez, in cui la Flores cantava Bautizá con manzanilla. Nella pubblicità ufficiale è apparsa come "Lolita Flores Imperio de Jerez: giovane canzonettista e ballerina".

### Gli esordi
Poco dopo la sua presentazione a Villamarta, il regista Fernando Mignoni, che si trovava a Jerez in cerca di una giovane attrice per il suo film Martingala (1940), la selezionò per interpretare una giovane ragazza gitana. Si recò a Madrid per le riprese per le quali ricevette 12.000 pesetas, una cifra abbastanza considerevole per l'epoca per un'attrice esordiente. Nei primi anni Quaranta, dopo alcuni spettacoli in Andalusia, partì con tutta la famiglia per Madrid in cerca di successo.
Arrivata a Madrid, frequentò l'accademia del maestro Quiroga con cui fece un tour nel nord della Spagna. Nel 1942, fu scritturata per l'atto di apertura dalla compagnia spagnola di canto e danza Mari Paz, al teatro Fontalba di Madrid, dove cantò il brano El Lerele.
Nel 1943, insieme all'imprenditore Adolfo Arenaza, recitò nello spettacolo Zambra, insieme a Manolo Caracol. Zambra fu determinante per la carriera di Lola Flores, un grande evento teatrale e musicale di copla e flamenco, per il quale scelsero il trio di compositori e poeti Quintero, León e Quiroga, che ebbe il suo numero culminante in La Niña de Fuego, e da cui proveniva anche La Zarzamora, una delle canzoni più associate a Lola. Il modello tecnico di produzione si basava sugli spettacoli di Broadway in stile americano di Concha Piquer, il contenuto musicale è stato ereditato dall'opera flamenca fornita dallo stesso Caracol, un set creato dal pittore José Caballero, relativamente ispirato alla pittura simbolista di Julio Romero de Torres.
La collaborazione tra la Flores e Caracol, diede inizio a un sodalizio artistico e sentimentale, fatto che si è riflesso sul palco avendo molto successo, realizzando due film insieme Embrujo (1948) di Carlos Serrano de Osma e La Niña de Venta (1951) di Ramón Torrado.

### Gli anni '50
Nel 1951 firma un contratto di esclusiva con la casa di produzione spagnola Suevia Films, dell'impresario Cesáreo González, che includeva: cinema, televisione, teatro e anche un tour in America per consolidare il cinema Spagnolo all'estero. Quel contratto impose a Lola un grande ritmo di lavoro per le riprese dei nuovi film e le loro campagne promozionali. Tra questi film ci sono La estrella de Sierra Morena (1952) di Ramón Torrado e ¡Ay, pena, penita, pena!(1953) di Miguel Morayta. In totale durante quel decennio ha girato 18 film.
Il 23 aprile 1952 partì per il Messico con la sua famiglia, dove ricevette una grande accoglienza. Lì, il proprietario della Sala Capri, le diede il soprannome de La Faraona. Dal Messico viaggiò all'Avana, Rio de Janeiro, Ecuador, Buenos Aires e New York.
Gli anni Cinquanta furono il periodo definitivo di costruzione del mito che Lola Flores rappresentò nella società spagnola e internazionale, con un'attività artistica molto intensa, con molteplici viaggi in America e grande agitazione sentimentale.
Nel 1954 presentò un nuovo spettacolo a Madrid intitolato Coplay y Bandera, in cui collaborò come cantante Beni de Cádiz. Nel 1955 si recò di nuovo in Messico, dove girò tre film in un anno (Morena Clara, La hermana alegría, Tú y las nubes) e fece anche tournée in Perù, Colombia, Ecuador, Cuba e Cile.
Al suo ritorno in Spagna, ha presentato in anteprima il suo nuovo spettacolo Arte Español nel 1957 con Rafael Farina come cantante.
(Questo si diceva di Lola Flores rimarcando la sua grande espressività fisica e gestuale ed il suo talento per l'arte, un'arte flamenca che diventa "primitiva", sia innata che appresa con uno studio principalmente autodidatta e di matrice gitana)

### Gli anni '60 e il declino de la copla
Nel febbraio 1960 canta al teatro Olympia di Parigi. Durante quel decennio continua a presentare nuovi spettacoli e a frequentare i set cinematografici con diverse produzioni come El balco de la luna (1962) di Luis Saslavsky, dove condivide il cartellone con le altre grandi dive della scena spagnola Carmen Sevilla e Paquita Rico.
In questo periodo cominciava già a notare che le preferenze del pubblico per il cosiddetto folklore al cinema non erano le stesse di prima. Gli anni Sessanta hanno significato per Lola il consolidamento come figura popolare, con abbondanti presenze in televisione, riviste e galà.
Nel 1966 presenta al teatro Calderón di Madrid quello che sarà l'ultimo dei suoi grandi spettacoli con Quintero, León e Quiroga.
Meno presente al cinema, partecipò però al film El taxi de los conflictos (1969) di José Luis Sáenz de Heredia e Mariano Ozores, con Juanjo Menéndez con una moltitudine di attori come Alfredo Mayo, Jaime de Mora e Carmen Sevilla.
In questo periodo è assidua delle feste date dai coniugi Franco. Dopo la morte di Franco, durante la transizione, il genere copla ha attraversato un periodo difficile; l'intellighenzia di sinistra condannò la copla per essere stata "la colonna sonora del franchismo"; e Lola Flores è stata in grado di reinventarsi e adattarsi a quel periodo mutevole nelle preferenze del pubblico. Al cinema e in televisione, ha avuto alcune interpretazioni eccezionali in ruoli molto lontani dall'ambiente folcloristico che lo aveva sempre accompagnato, come nei film Truhanes (1983), Los invitados (1987) o la serie televisiva Juncal (1989).

### Lo scandalo di Hacienda
Lola Flores venne processata per non aver dichiarato i suoi redditi dal 1982 al 1985 al fisco spagnolo, con un danno erariale stimato attorno ai 53.000.000 di pesetas. La vicenda la costrinse a vendere molte delle sue proprietà per ripagare il debito contratto col fisco. L'evasione fiscale spagnola, in quegli anni, era piuttosto diffusa, il processo ha avuto un grande significato sociale in quanto era un personaggio molto popolare ed è stato utilizzato dal Ministero delle Finanze come caso esemplare nella sua lotta contro la frode fiscale. Ricevette una condanna a pagare 145 milioni di pesetas (circa 80 mila Euro) poi ridotta a 80.000.000 effettivi in giudizio, e rischiò la detenzione in carcere, poi non comminata.
(Lola Flores)

### Malattia e morte

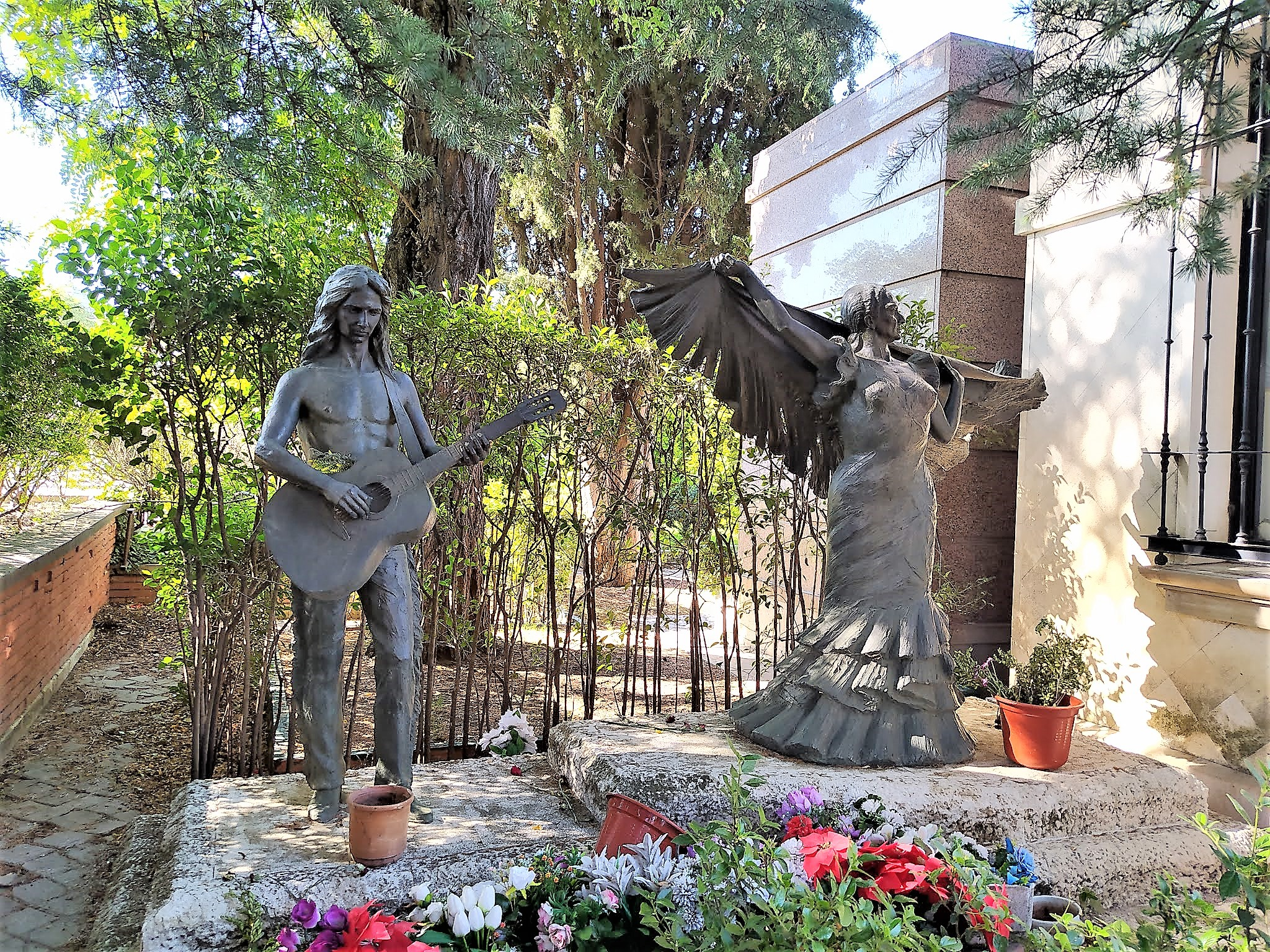

Fu colpita da un tumore al seno diagnosticatole nel 1972, per il quale fu sottoposta a chemioterapia, ma poiché le conseguenze di un intervento chirurgico non le avrebbero permesso di continuare a lavorare, inizialmente rifiutò di operarsi, ma quando si decise era ormai troppo tardi. Morì il 16 maggio 1995, a 72 anni, nella sua residenza El Lerele a Madrid.
Quattordici giorni dopo la sua morte, il figlio Antonio fu trovato morto nella residenza di famiglia, probabilmente la causa della sua morte fu un'overdose di stupefacenti, fu sepolto con la madre.
(Lola Flores)

## Vita privata
La relazione artistico sentimentale tra la Flores e Manolo Caracol, nata durante lo spettacolo Zambra del 1943, fu un rapporto difficile, a causa del matrimonio di lui e la differenza di età, portarono la coppia a dividersi definitivamente nel 1951.
Dopo aver avuto alcune storie d'amore molto famose con alcuni importanti calciatori spagnoli, come Gustavo Biosca o Gerardo Coque, Lola si sposò il 27 ottobre 1957 al Monastero Reale di El Escorial, con il chitarrista e compositore gitano Antonio González Batista, meglio conosciuto come "El Pescaílla" (1925 -1999), esponente della Rumba Catalana, costituendo l'inizio di una delle famiglie di artisti più famose in Spagna. Il temperamento di Flores e il suo carisma artistico misero in secondo piano la figura di González, che praticamente smise di registrare album. Nonostante i presagi, il rapporto è rimasto fermo contro ogni previsione per 38 anni, superando bocconi amari come quello che nel 1989 ha comportato il processo per frode ai danni dell'erario.
Dal matrimonio nacquero tre figli: la cantante e presentatrice Lolita Flores (Dolores González Flores) (1958); il cantante e musicista Antonio Flores (Antonio González Flores) (1961-1995) e l'attrice a cantante Rosario Flores (Rosario González Flores) (1963).
Oltre ad essere la sorella dell'attrice e cantante di copla Carmen Flores, Lola era la zia dell'ex calciatore e allenatore Quique Sánchez Flores (1965), nonna dell'attrice Elena Furiase e Guillermo Furiase (figli di Lolita), dell'attrice Alba Flores (figlia di Antonio) e Lola Orellana e Pedro Antonio Lazaga (figli di Rosario).

## Programmi televisivi
Oltre alla conduzione e partecipazione a programmi televisivi e di varietà, Flores creò per il piccolo schermo, nel 1994, un'autobiografia a puntate dal titolo El coraje de vivir (il coraggio di vivere)  In Italia ha partecipato al programma "Raffaella Carrà Show" nel 1988 condotto da Raffaella Carrà.

## Discografia
Lola Flores ha centinaia di registrazioni e canzoni che sono rimaste nella memoria del pubblico. La sua prima canzone registrata su disco è Pescaero, pescaero. Di quello stesso periodo spiccano Pepa Banderas (1946), La Sebastiana e soprattutto La Zarzamora (1948), che l'accompagnò al suo funerale su sua richiesta.
Significativo il disco Lola Flores y Antonio Gonzalez del 1974, inciso con il marito che accompagnava alla chitarra brani come Historia De Un Amor, El Meneito e Siguela.
Tra i suoi album ci sono: Ay Lola, España mía, Juerga flamenca, Mi Mundial 82 (1982) La inimitable Lola (1990). Le canzoni più ricordate sono: "La zarzamora", "A tu vera", "Torbellino de colores", "Ay pena, pena, pena!", "La Faraona".

## Filmografia
- Martingala (1940)
- Un alto en el camino (1941)
- Misterio en la marisma (1943)
- Alegrías (1943) cortometraggio
- Una herencia de París (1944)
- Embrujo (1947)
- Jack el Negro (1950)
- La niña de la venta (1951)
- La estrella de Sierra Morena (1952)
- Reportaje (1953)
- ¡Ay, pena, penita, pena!  (1953)
- Morena Clara (1954)
- La danza de los deseos (1954)
- La Hermana Alegría (1955)
- Limosna de amores (1955)
- Los Tres Amores de Lola (Lola Torbellino) (1956)
- La Faraona (1956)
- Sueños de oro (1957)
- Maricruz (1957)
- El Gran espectáculo (1958)
- Échame la culpa (1959)
- María de la O (1959)
- Venta de Vargas (1959)
- Las de Caín (1959)
- El balcón de la luna (1962)
- De color moreno (1963)
- La gitana y el charro (1963)
- Sinfonía española (1964) (documentario)
- Una señora estupenda (1967)
- Aventura en Hong Kong (1967)
- El taxi de los conflictos (1969)
- Canciones para después de una guerra (1971)
- Casa Flora (1972)
- Canciones de nuestra vida (1975)
- El asesino no está solo (1975)
- Juana la loca... de vez en cuando (1983)
- Truhanes (1983)
- Los Invitados (1986)
- Sevillanas (1992)
- Coraje de vivir (1993)

## Riconoscimenti
- Ordine del Tío Pepe de Oro[16] nel 1953.
- Negli anni sessanta ottenne riconoscimenti fra i quali nel 1962 il Laccio di Dama dell'Ordine di Isabella la Cattolica.
- Distintivo Oro de la Peña Tío José de Paula nel 1991.
- Nel 1994 ha ricevuto la Medaglia d'Oro al Merito sul Lavoro[17].

Ad un anno dalla sua scomparsa la posta spagnola le dedicò un francobollo commemorativo: tale emissione è datata 14 giugno 1996.
Nel 2007 le è stato dedicato un film Lola, la película di Miguel Hermoso, che ha come attrice protagonista, nel ruolo di Lola Flores, Gala Évora.
Nella sua città natale non ha potuto inaugurare un viale in suo onore, ma ha avuto l'opportunità di testimoniare come, nel 1965, gli sia stata conferita la medaglia d'argento di Jerez de la Frontera, in segno di gratitudine per aver portato a tutti il nome della sua città in tutto il mondo.